# Bitwa pod Małojarosławcem
Bitwa pod Małojarosławcem – starcie zbrojne, które miało miejsce 24 października 1812 podczas wojny francusko-rosyjskiej 1812.
Po opuszczeniu Moskwy, Napoleon wraz z armią liczącą 108 000 żołnierzy i 570 dział ruszył na Kaługę, by opanować znajdujące się tam bogate magazyny armii rosyjskiej. W nocy na 12 października korpus Beauharnaisa, za którym posuwały się korpus Davouta i Napoleon z gwardią (łącznie 24 000 żołnierzy) zajął Małojarosławiec. Nad ranem stojące w mieście wojska francuskie zaatakowane zostały przez rosyjski korpus Dochturowa wsparty przez kozaków Płatowa i korpus Rajewskiego (razem 24 000 żołnierzy). Zażarte walki trwały 18 godzin, a Małojarosławiec osiem razy przechodził z rąk do rąk. W końcu Francuzom udało się utrzymać miasto w ręku. Napotkany opór oraz świadomość przewagi liczebnej armii Michaiła Kutuzowa (120 000 żołnierzy) skłoniły Napoleona do rezygnacji z marszu na Kaługę i powrotu na drogę smoleńską. W bitwie Francuzi stracili 5000 zabitych i rannych, natomiast Rosjanie – 6000.
Bitwa ta (w formie M JAROSLAWIETZ) została upamiętniona zapisem na północnym filarze Łuku Triumfalnego w Paryżu.

## Literatura
- Mała Encyklopedia Wojskowa, Wydawnictwo Ministerstwa Obrony Narodowej, wydanie I, tom 2, Warszawa 1967.